# Paradoks czasowy (ewolucja ptaków)

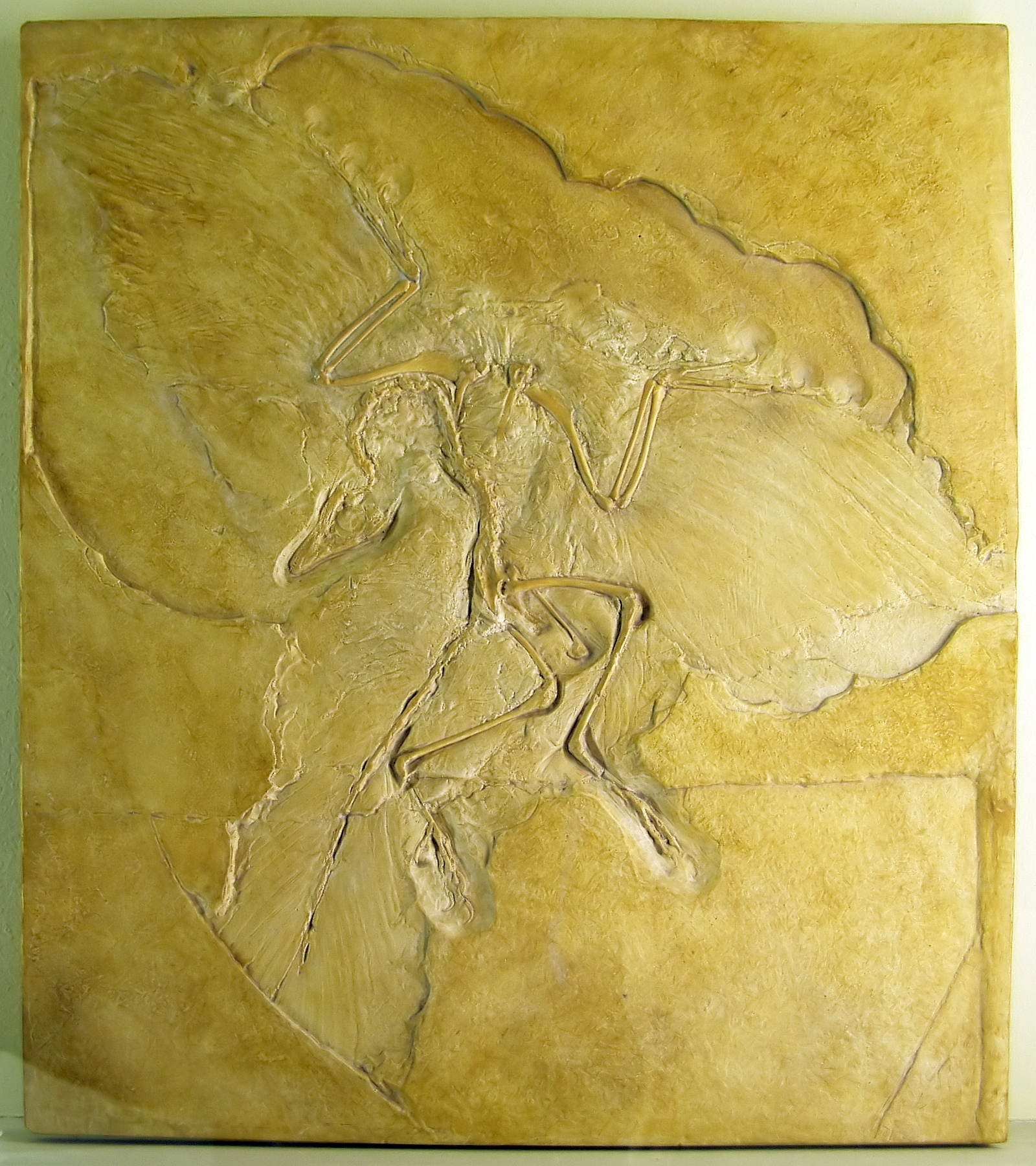
Archeopteryks

Paradoks czasowy – paradoks, sformułowany na gruncie paleontologii, opisujący kontrowersyjną kwestię powstania i pokrewieństwa ewolucyjnego ptaków. Autorem paradoksu jest Alan Feduccia. 
Paradoks opiera się na następujących spostrzeżeniach:
- powszechnie uważa się, że ptaki pochodzą od dinozaurów,
- większość dinozaurów najbliżej spokrewnionych z ptakami (maniraptory) żyło w kredzie,
- ptaki powstały dużo wcześniej i zdążyły się już zróżnicować,
- archeopteryks liczy sobie 155 milionów lat, zaś ptakopodobny deinonych jest 35 milionów lat młodszy,

Problem ten jest nieraz podsumowywany zdaniem „nie można być własną babcią” (ang. you can't be your own grandmother).
Liczne badania ukazały błędy w rozumowaniu Feduccii. Witmer (2002) podsumował, że literatura podaje 3 główne rozwiązania paradoksu:
- Nikt nie zakłada, że kredowe maniraptory były przodkami ptaków. Znajdowane dromeozaury, owiraptorozaury czy troodony były jedynie blisko spokrewnione z ptakami. Ich bezpośredni przodkowie musieli być starsi od archeopteryksa, żyli we wczesnej jurze albo jeszcze wcześniej. Rzadkość skamielin maniraptorów z tamtych czasów nie powinna dziwić, gdyż do fosylizacji dochodzi rzadko i to w specyficznych warunkach. Możemy nigdy nie znaleźć skamieniałości zwierząt w osadach z czasów, w których one żyły.
- Fragmentaryczne szczątki maniraptorów jurajskich znane są od lat z pokładów w Chinach, Europie i Ameryce Północnej. Kość udowa małego maniraptora z późnej jury z Kolorado była opisana przez Padiana i Jensena w 1989[3]. Terizinozaur zwany eszanozaurem żył we wczesnej jurze[4], a przedstawiciel troodonów Hesperornithoides – w późnej[5], poza tym zęby dromeozaurów i troodonów z jury znaleziono w Anglii[6].
- Gdyby zaś paradoks ten świadczył o tym, że ptaki nie pochodzą od dinozaurów, to powstaje pytanie, jakie inne zwierzęta nadawałyby się najbardziej na ich przodków, biorąc pod uwagę czas życia? Brochu i Norell (2001) przeanalizowali ten problem rozpatrując kilka archozaurów, zaproponowanych jako przodkowie ptaków. Odkryli oni, że wszystkie te archozaury też tworzą paradoksy czasowe. Występują tam bowiem długie przedziały pomiędzy archeopteryksem i jego przodkiem nie posiadające żadnych pośrednich skamieniałości.

Podsumowując, o ile nieraz przytacza się jeszcze ten paradoks, dinozaury cały czas są uznawane za przodków ptaków.